# Killer Instinct (videogioco 2013)
Killer Instinct è un videogioco picchiaduro, il terzo nella serie Killer Instinct, sviluppato da Double Helix Games, Iron Galaxy e Rare e pubblicato da  Microsoft Studios sotto la supervisione di Ken Lobb, e pubblicato come un titolo di lancio free-to-play per la Xbox One nel 2013. Il gioco è un reboot della serie, ma mantiene alcuni elementi della trama dei primi due giochi.
Ha ricevuto recensioni positive per le sue meccaniche e motore grafico, ma è stato criticato per la sua iniziale carenza di contenuti. Una seconda stagione di personaggi è stata pubblicata tra il 2014 e il 2015, e una terza stagione, assieme al porting del gioco per Windows 10, è uscita nel 2016.

## Modalità di gioco
Il gameplay in Killer Instinct mantiene le sue meccaniche originali. Gli elementi basi di una combo sono le Openers (attacchi speciali che iniziano le combo), Auto-Doubles (pressione di tasti a seguito di attacchi speciali che creano sequenze di colpi automatiche), Linkers (richieste per unire insieme gli auto-doubles), Enders (sequenze che finalizza la combo con un danno incrementato) e Manuals (attacchi a catena eseguibili fuori dalla tradizionale struttura di combo). Come nei giochi precedenti, i giocatori possono finire il loro avversario con le Ultra Combo, una sequenza automatica di attacchi che si può usare solo alla fine di un incontro. A partire dalla Seconda Stagione, inoltre, sono presenti delle Stage Ultra, mosse finali ambientali che possono essere attivate in uno specifico livello. Non potevano inoltre mancare le Combo Breakers, una sequenza automatica di attacchi che può interrompere una combo avversaria se eseguita correttamente, ma fanno la loro comparsa anche le Counter Breakers, che può cancellare la Combo Braker avversaria, ma può lasciare il personaggio vulnerabile se eseguita in modo non corretto. I giocatori che non riescono a fare una Combo Braker o sono attaccati da una Counter Braker entrano in uno stato Lockout, impedendo un altro tentativo di breaker per tre secondi o fino alla fine della combo. L'aggiornamento della Seconda Stagione consente anche di eseguire Combo Breaker e Counter Breaker anche in aria, oltre che ad un'opzione chiamata "Aerial Recapture", che permette ad alcuni personaggi di attaccare gli avversari in aria e trattenerli a terra continuando le loro combo. Ogni personaggio possiede anche una barra a due segmenti che permette l'uso delle mosse "ombra", con maggiori proprietà di colpi e causano più danni e colpi combo (ed è bene notare che le barre di alcuni personaggi funzionano in modo diverso). Tutti i personaggi possono usare una tecnica Shadow Counter mentre bloccano per cancellare all'istante in un attacco ombra.
Altra nuova caratteristica è la modalità Istinto ("Instinct Mode"): riempiendo una barra secondaria sotto la barra della salute del personaggio, ogni personaggio può attivare un miglioramento unico per un periodo limitato: per esempio, Glacius si copre di un'armatura di ghiaccio per una miglior resistenza ai danni, o Thunder può eseguire uno scatto invincibile e che va più lontano. Questi miglioramenti unici complementano i tratti dello stile di gioco dei personaggi. La modalità Istinto può anche essere usata per eseguire un cancel istantaneo durante una combo, resettare il valore knockdown (una barra che determina quanto si avvicini una combo al suo termine automatico) o anche per fermare un'Ultra Combo per attaccare con altre mosse o perfino un'altra Ultra per aggiungere ancora più brio al termine della battaglia. Infine, a partire da febbraio 2017, sono anche presenti gli attacchi "Ultimate", mosse finali cinematiche che possono essere usate al posto di un'Ultra Combo.
Il gioco contiene anche due modalità allenamento: la modalità Addestramento è la classica modalità nella quale si perfezionano le combo e gli attacchi dei vari personaggi, mentre la modalità Dojo è quella dove si imparano non solo i sistemi del gioco ai nuovi giocatori, ma anche le basi del gameplay, le tecniche intermedie e addirittura i livelli avanzati.
Il gioco online contiene una classifica mensile basata su quattro leghe (Bronze, Silver, Gold e Killer). Una volta raggiunta la zona promozione, un giocatore può partecipare a 10 incontri di qualificazione per determinare il suo posto di lega iniziale nelle classifiche. In seguito, il giocatore può combattere soltanto avversari della stessa lega finché non sale ad un livello più avanzato. Gli incontri "Killer vs. Killer" sono impostati come incontri al meglio dei 3 (ovvero vince chi ottiene 2 vittorie su 3). Dopo ogni mese, le classifiche si azzerano, e i migliori 32 giocatori Killer alla fine del mese ricevono lo status PRO, che li immortala nelle classifiche mensili, oltre che a fargli sbloccare delle stelle speciali per le "Player Card Pro", ovvero delle carte giocatore che li permette di riconoscersi come PRO.
A seguito dell'aggiornamento della Terza Stagione uscita il 20 settembre 2016, è stata aggiunta una modalità giocatore singolo, chiamata "Shadow Lords", che serve come modalità storia della Terza Stagione. Il giocatore è incaricato di riunire una squadra di tre personaggi giocabili e scegliere tra una serie di scenari e battaglie pre-generate contro i guerrieri di Gargos che prendono la forma dei personaggi giocabili, tipo roguelike. Vincere queste battaglie ricompenserà il giocatore con oggetti come sprint temporanei, Guardiani che donano nuove abilità quando equipaggiati, come parate e armatura, e anche costumi esclusivi per i personaggi. Sconfiggere certi avversari rimuoverà anche abilità ed effetti da Gargos, rendendolo più facile da sconfiggere nella battaglia finale. È possibile accumulare ricompense ogni volta che si gioca a Shadow Lords, e vi è anche una modalità multiplayer che l'accompagna, e che permette ai giocatori di usare, durante una partita online, i loro oggetti e guardiani ottenuti in Shadow Lords.
È anche possibile sbloccare e usare musica retro dei primi due giochi della serie nella modalità addestramento, oltre che a usare accessori e costumi classici per i personaggi da usare per il loro aspetto fisico. È possibile usare sia l'annunciatore moderno, nuovo in questo titolo, che Chris Sutherland, annunciatore dei primi due giochi della serie, oltre che a un terzo annunciatore che usa la stessa voce di ARIA, personaggio giocabile.

## Trama e personaggi
| Stagione            | Personaggio   | Prima apparizione | Descrizione |
| ------------------- | ------------- | ----------------- | --- |
| Prima Stagione      | Jago          | K.I. (1994)       | A seguito di una crisi di fede dopo aver scoperto che lo Spirito della Tigre è in realtà un demone di nome Gargos, Jago deve trovare il modo di liberarsi di qualunque rimasuglio dell'anima di Gargos rimasto in lui. |
| Prima Stagione      | Sabrewulf     | K.I. (1994)       | Nonostante i suoi tentativi di recuperare la sua umanità, Sabrewulf si è quasi arreso alla sua parte animale e si è strappato i suoi impianti cibernetici, guarendo poi i suoi arti con l'uso delle arti oscure e sviluppando una dipendenza alle medicine e agli artefatti usati nel processo.                           |
| Prima Stagione      | Glacius       | K.I. (1994)       | Atterrato sul pianeta Terra per recuperare la sua tecnologia aliena prima che cada nelle mani sbagliate, Glacius si è anche messo alla ricerca del ladro che ha rubato il nucleo della sua nave a seguito del suo atterraggio.                                                                                            |
| Prima Stagione      | Chief Thunder | K.I. (1994)       | Saputo della scomparsa di suo fratello Eagle durante il primo torneo Killer Instinct, senza però sapere come o perché, Thunder si avventura per recuperarne i resti e donargli l'eterno riposo. |
| Prima Stagione      | Sadira        | nuovo             | Membro femminile di un gruppo di assassini, mandati da ARIA (vera mente dell'UltraTech) per eliminare i partecipanti del torneo Killer Instinct. Questi assassini hanno anche l'ordine di "sgombrare la via", prendendo il nucleo di Glacius e usandolo per aprire un varco dimensionale.                                 |
| Prima Stagione      | Orchid        | K.I. (1994)       | Un agente segreto che ha stabilito un gruppo ribelle nell'Europa dell'est, con l'obiettivo di esporre ed eliminare la UltraTech. |
| Prima Stagione      | Spinal        | K.I. (1994)       | Riportato in vita dalla cosiddetta Maschera degli Antichi, questo scheletro vivente cerca un modo per trovare l'artefatto, in modo da rimuovere la maledizione che lo rende immortale e riposare finalmente in pace. |
| Prima Stagione      | Fulgore       | K.I. (1994)       | Un nuovo prototipo della serie Fulgore costruito per proteggere la UltraTech dai suoi nemici, ha però cominciato a sviluppare una sorta di libero arbitrio a causa di memorie residue di una mente umana usata nella sua costruzione.                                                                                     |
| Prima Stagione      | Shadow Jago   | nuovo             | Una sinistra versione di Jago sotto la possessione di Omen, che si è poi manifestato come essere a sé stante e agisce come servo di Gargos. Non è disponibile come parte di un pacchetto personaggio, ed è il boss finale segreto nella Modalità Arcade della Prima Stagione.                                             |
| Seconda Stagione    | T.J. Combo    | K.I. (1994)       | Dopo aver perso i suoi impianti cibernetici e aver subito gli insulti dal pubblico dopo la loro esposizione, T.J. cerca vendetta contro la UltraTech, che lo ha usato, e redimersi. |
| Seconda Stagione    | Maya          | K.I. 2 (1996)     | Dopo che l'attacco della UltraTech al suo villaggio, la città della Guardia Notturna, ha spazzato via il suo clan e liberato il malvagio stregone Kan-Ra, questa giovane guerriera si è messa in viaggio per distruggere quest'ultimo e la UltraTech una volta per tutte.                                                 |
| Seconda Stagione    | Kan-Ra        | nuovo             | Libero dalla sua prigione durante l'attacco alla città della Guardia Notturna, Kan-Ra sta ora cercando di ripristinare i suoi poteri e dominare il mondo con la sua magia nera. |
| Seconda Stagione    | Riptor        | K.I. (1994)       | Una nuova generazione di unità Stalker, migliorata con componenti cibernetiche e guidata da Riptor, sviluppata dalla UltraTech per agire in operazioni inadatte alla serie Fulgore. |
| Seconda Stagione    | Omen          | nuovo             | Finalmente capace di manifestarsi nel mondo dei mortali grazie al suo tempo trascorso nel corpo di Jago, Omen sta per annunciare il ritorno del suo maestro Gargos, distruggendo chiunque cerchi di opporglisi. Esclusivo per gli utenti che hanno acquistato il Combo Braker Pack o l'Ultra Pack della Seconda Stagione. |
| Seconda Stagione    | Aganos        | nuovo             | Incaricato di trovare ed eliminare Kan-Ra millenni fa, questo golem di roccia continua a inseguirlo, sperando di poter compiere l'ultimo desiderio del suo maestro. |
| Seconda Stagione    | Hisako        | nuovo             | Risvegliatasi in forma di spirito dopo che la UltraTech ne ha profanato la tomba, Hisako cerca vendetta contro chiunque abbia osato risvegliarla. |
| Seconda Stagione    | Cinder        | K.I. (1994)       | Catturato nel suo tentativo di rubare i segreti della UltraTech, Ben Ferris è costretto a servire ARIA, che lo ha trasformato in una sorta di mezzo-alieno infuocato. |
| Seconda Stagione    | ARIA          | nuovo             | Ritenendo che l'umanità sia diventata debole e vulnerabile, questo androide, il capo della UltraTech, ha deciso di costringerla a compiere un nuovo passo nell'evoluzione con ogni mezzo necessario. |
| Terza Stagione      | Rash          | nuovo/crossover   | Proveniente dalla serie Battletoads, Rash è un rospo antropomorfo che può trasformare il suo corpo in un'arma. |
| Terza Stagione      | Kim Wu        | K.I. 2 (1996)     | Scelta dal suo drago spirito guardiano ereditato dalla sua famiglia, Kim Wu si allena con i suoi nunchaku cerimoniali per prepararsi all'invasione di Gargos. |
| Terza Stagione      | Arbiter       | nuovo/crossover   | Proveniente dal franchise Halo, Arbiter è un fiero guerriero della razza Sangheili. |
| Terza Stagione      | Tusk          | K.I. 2 (1996)     | Reso immortale molti millenni fa, Tusk è incaricato dagli dei per fermare l'ascesa di Gargos come padrone del mondo. |
| Terza Stagione      | Mira          | nuovo             | Sorella di Maya trasformata in un vampiro, Mira è ora incaricata di riportare un artefatto che contribuirà al ritorno di Gargos. |
| Terza Stagione      | Gargos        | K.I. 2 (1996)     | Intrappolato per millenni in un'altra dimensione, ha finalmente la possibilità di dominare la Terra grazie alle macchinazioni di ARIA. |
| Terza Stagione      | Generale RAAM | nuovo/crossover   | Proveniente dalla serie Gears of War, RAAM è un grosso e potente alieno, leader militare che comanda un'orda di locuste. |
| Terza Stagione      | Eyedol        | K.I. (1994)       | L'unico a poter porsi come minaccia per Gargos prima di morire nel primo gioco, Eyedol è stato resuscitato da Kan-Ra, ma si è subito dimostrato troppo potente da controllare. |
| Post-Terza Stagione | Kilgore       | nuovo             | Un prototipo della UltraTech abbandonato a favore della linea Fulgore, Kilgore è stato riattivato per combattere Gargos. |
| Post-Terza Stagione | Shin Hisako   | nuovo             | Libera dalla sua vendetta e dai vincoli della sua tomba, lo spirito di Hisako combatte grazie alla katana ereditatale dal padre e alla sua naginata. |
| Post-Terza Stagione | Eagle         | nuovo             | Dopo anni di prigionia ed esperimenti, Eagle, fratello di Thunder, è finalmente libero dal giogo della UltraTech. |

## Edizioni
- Killer Instinct Definitive Edition (2016), include tutti i personaggi giocabili, di tutte le stagioni.
- Killer Instinct Free-to-Play (2013), per la versione Xbox One, 2023 per la versione Steam; concede a rotazione settimanale un solo personaggio giocabile.[14]
- Killer Instinct Anniversary Edition (2023), sostituisce la Definitive Edition, include i costumi, un moltiplicatore esperienza ecc.

## Accoglienza
| Testata                           | Giudizio                                                                                |
| --------------------------------- | --------------------------------------------------------------------------------------- |
| GameRankings (media al 9-12-2019) | 75% (Stagione 1) 85% (Stagione 2) 84% (Stagione 3)                                      |
| Metacritic (media al 3-4-2024)    | 73/100 (Stagione 1) 85/100 (Stagione 2) 86/100 (Stagione 3) 86/100 (Definitive Edition) |
| OpenCritic (media al 3-4-2024)    | 77/100 (Stagione 1) 86/100 (Stagione 3)                                                 |
| Edge                              | 7/10                                                                                    |
| EGM                               | 6.5/10                                                                                  |
| GamesRadar+                       | [ 26 ]                                                                                  |
| Giant Bomb                        | [ 27 ]                                                                                  |
| IGN                               | 8.4/10                                                                                  |
| Joystiq                           | [ 29 ]                                                                                  |
| OXM                               | 7.5/10                                                                                  |
| Hardcore Gamer                    | 4/5                                                                                     |
| Multiplayer.it                    | 9.0/10                                                                                  |

Il gioco ha ricevuto un'accoglienza positiva per le sue meccaniche e motore grafico, ma è stato criticato per la sua iniziale carenza di contenuti, fortunosamente aggiunti nelle successive stagioni. La Seconda Stagione ha infatti migliorato l'accoglienza del gioco, con un punteggio di 85/100 su Metacritic e di 85% su GameRankings. La Terza Stagione ha avuto anch'essa un'accoglienza positiva, con Patrick Hancock di Destructoid che ne lodato le nuove aggiunte e in generale lo sviluppo del gioco compiuto dalla sua uscita iniziale, dichiarando: "Killer Instinct è lentamente diventato uno dei picchiaduro più competenti del suo genere".